# 上大静脈
上大静脈（じょうだいじょうみゃく、superior vena cava(SVC)）とは上半身の血液を集めて右心房に流れ込む短く太い静脈である。なお下半身の血液を集めているのは下大静脈である。

## 走行
上大静脈は、上肢や首や頭からの血液を集めている右と左の腕頭静脈が合流してできる。また右心房に入る直前に、胸郭からの血液を集めている奇静脈が心臓の上側の右前方から合流している。
上大静脈と腕頭静脈には右心房に至るまで弁がないので、右の心房収縮と心室収縮が内頚静脈まで伝わる。この拍動を頚静脈圧といい、胸鎖乳突筋を通して観測することができる。三尖弁逆流が起こるとこれがかなり強くなる。

## 発生
発生の途中まで胚の静脈はほぼ左右対称であるが、心臓が発達するにつれて静脈系は右側に偏って発達する。このとき右総主静脈と右前主静脈の一部から作られるのが上大静脈である。左前主静脈は退縮し左総主静脈は冠状静脈洞として心臓側に残り冠状静脈の還流にあずかるようになる。稀に、左前主静脈がのこっていることがあり、これを左上大静脈遺残(PLSVC: persistent left superior vena cava)という。さらに右側も閉塞せず、左右両方に上大静脈がある場合は重複上大静脈と呼ばる。このとき左上大静脈は冠状静脈洞を通って右心房に入ることがほとんどである。

## 関連疾患
上大静脈が悪性腫瘍等で閉塞するとチアノーゼ、浮腫などの症状がでることがある。これを上大静脈症候群という。上大静脈の閉塞時には奇静脈や内胸静脈が側副血行路として発達する。

## 画像

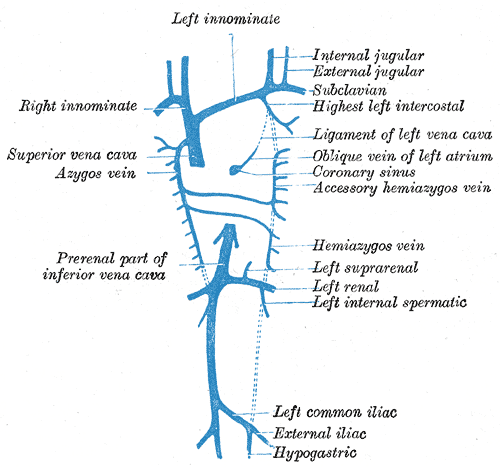
腹側の静脈発達の完成図
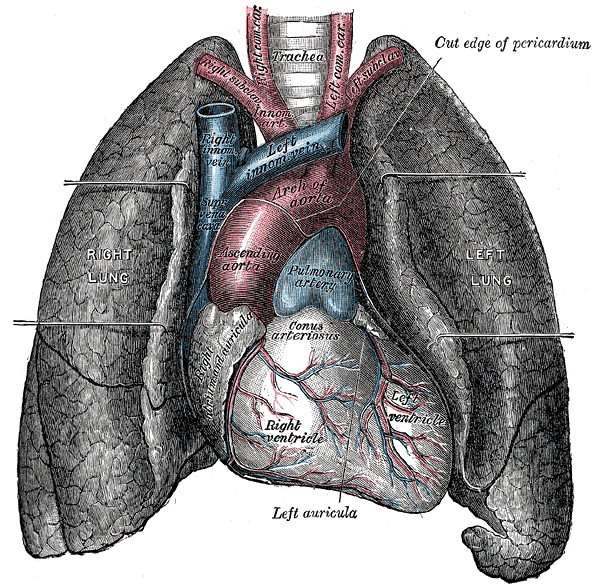
心臓と肺の前面
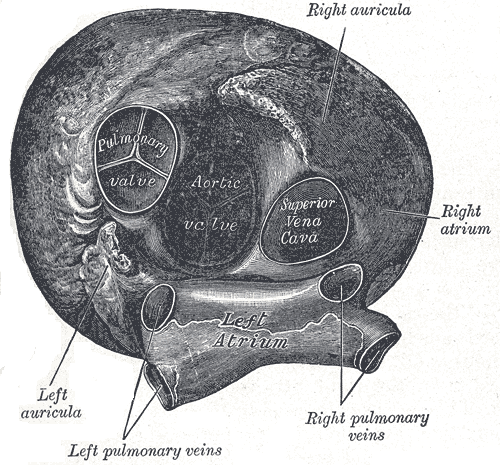
心臓を上から見た図

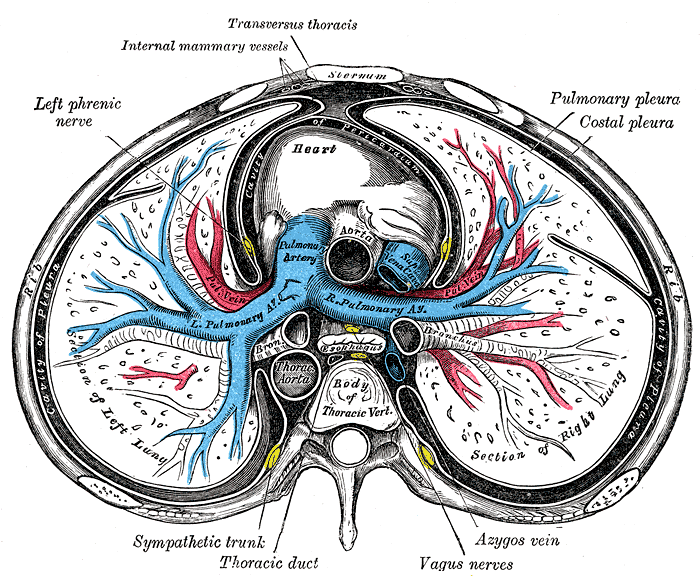
胸郭の横断面で肺動脈が見えている。
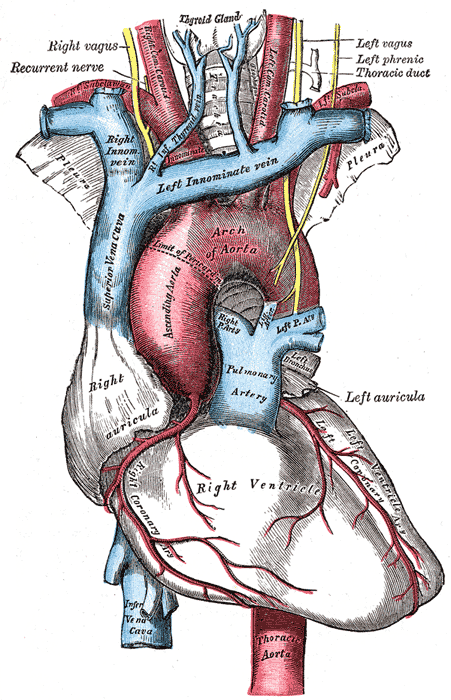
大動脈弓とその枝
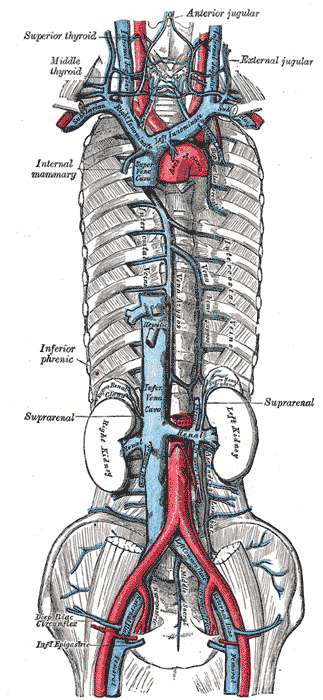
腕頭静脈、上大静脈、下大静脈、奇静脈と各静脈の枝
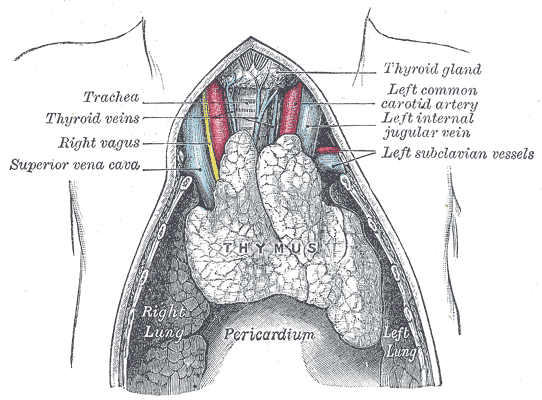
胎児の胸腺